# دری نیبمبی
دری نیبمبی (انگلیسی: Daré Nibombé؛ زادهٔ ۱۶ ژوئن ۱۹۸۰) یک بازیکن فوتبال اهل توگو است.
وی همچنین در تیم ملی فوتبال توگو بازی کرده‌است.